# Chung kết UEFA Europa League 2024
Trận chung kết UEFA Europa League 2024 là trận đấu cuối cùng của UEFA Europa League 2023-24, mùa giải thứ 53 của giải đấu bóng đá cấp câu lạc bộ hạng hai của châu Âu do UEFA tổ chức và là mùa giải thứ 15 kể từ khi giải được đổi tên từ Cúp UEFA thành UEFA Europa League. Trận đấu được diễn ra tại Sân vận động Aviva ở Dublin, Cộng hòa Ireland vào ngày 22 tháng 5 năm 2024.
Atalanta đã giành chiến thắng 3–0 để giành danh hiệu châu Âu đầu tiên và là danh hiệu đầu tiên của họ sau 61 năm nhờ cú hat-trick của Ademola Lookman. Atalanta cũng trở thành câu lạc bộ khác nhau thứ 30 vô địch Cúp UEFA/Europa League, câu lạc bộ Ý đầu tiên kể từ Parma vào năm 1999 giành được danh hiệu này và là câu lạc bộ Ý đầu tiên vô địch giải đấu kể từ khi thay đổi thể thức.
Với tư cách là đội vô địch, Atalanta giành quyền thi đấu với đội vô địch của UEFA Champions League 2023–24 trong trận Siêu cúp châu Âu 2024, cũng như là đội vô địch Copa Sudamericana 2023, LDU Quito trong trận UEFA–CONMEBOL Club Challenge 2024. Vì Atalanta đã giành quyền tham dự vòng đấu hạng của UEFA Champions League 2024–25 thông qua thành tích giải vô địch quốc gia của họ, danh sách tham dự được cân bằng lại.

## Các đội bóng
Trong bảng sau đây, các trận chung kết đến năm 2009 thuộc kỷ nguyên Cúp UEFA, kể từ năm 2010 trở đi thuộc kỷ nguyên UEFA Europa League.
| Đội              | Các lần tham dự trận chung kết trước (in đậm thể hiện năm vô địch) |
| ---------------- | ------------------------------------------------------------------ |
| Atalanta         | Không có                                                           |
| Bayer Leverkusen | 1 (1988)                                                           |

Đây là lần đầu tiên Atalanta tham dự trận chung kết ở các giải đấu thuộc UEFA. Sau khi thua trận chung kết Coppa Italia 2024, Atalanta đã không thể giành được cú đúp cúp quốc gia nhưng vẫn mong muốn danh hiệu lớn đầu tiên kể từ khi vô địch Coppa Italia 1962–63. Atalanta cũng đang mong muốn trở thành câu lạc bộ Ý đầu tiên vô địch giải đấu này kể từ Parma năm 1999. Đối với Bayer Leverkusen, đây là trận chung kết ở các giải đấu thuộc UEFA đầu tiên của đội kể từ khi thua trận chung kết UEFA Champions League 2002. Leverkusen hướng tới cú ăn ba sau khi giành được chức vô địch Bundesliga 2023–24 và giành quyền vào chung kết DFB-Pokal 2024 và đồng thời tránh trở thành câu lạc bộ Đức đầu tiên gặp thất bại trong một trận chung kết Cúp UEFA/UEFA Europa League kể từ Werder Bremen năm 2009.
Cả hai đội chỉ gặp nhau hai lần trước đó tại vòng 16 đội UEFA Europa League 2021–22. Atalanta thắng cả hai lượt với tỷ số 3–2 trên sân nhà và 1–0 trên sân khách.

## Địa điểm

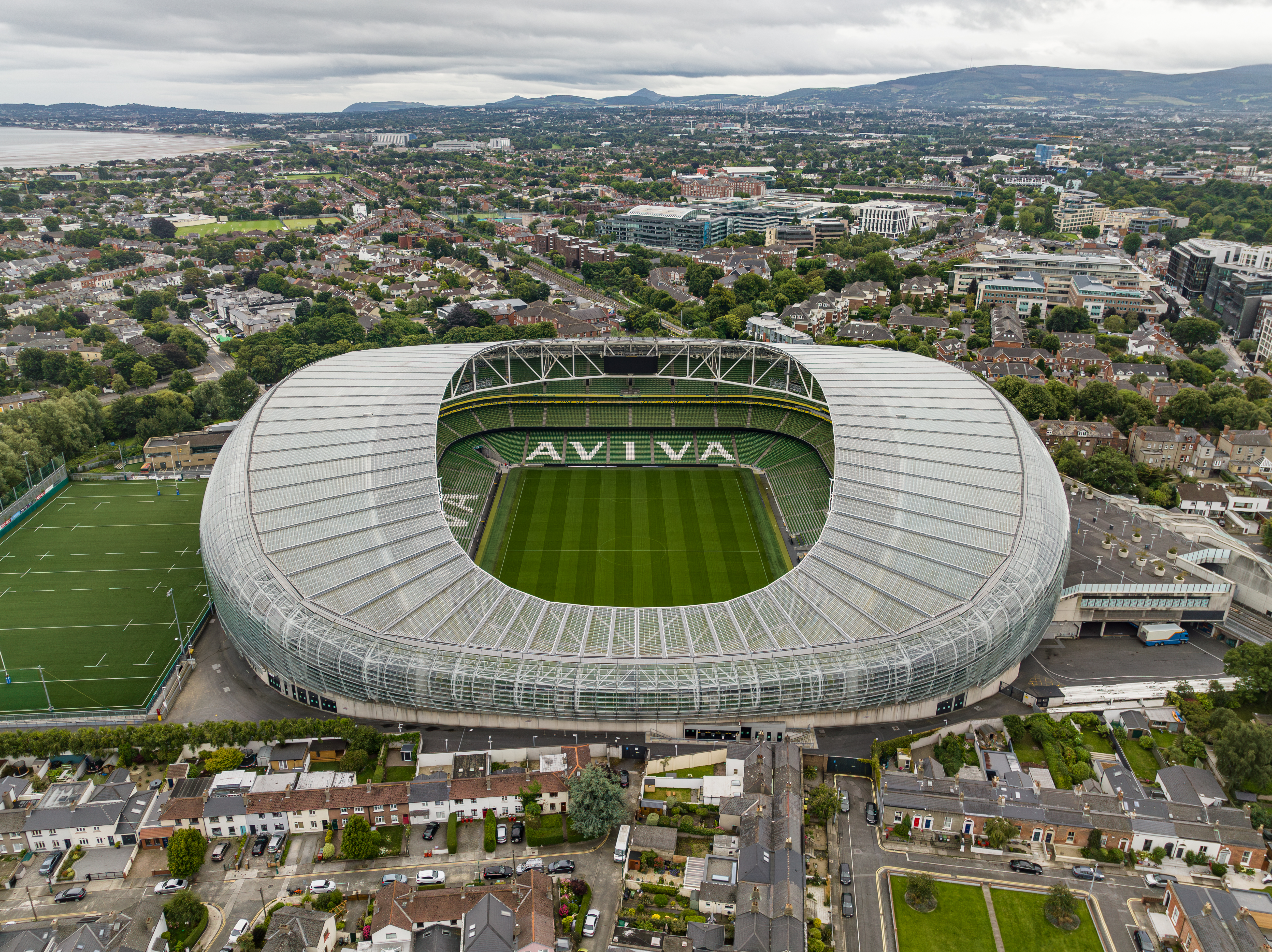
Sân vận động Aviva ở Dublin là nơi tổ chức trận chung kết.

### Lựa chọn địa điểm tổ chức
Vào ngày 16 tháng 7 năm 2021, Ủy ban điều hành UEFA thông báo rằng do việc rút quyền đăng cai UEFA Euro 2020, Sân vận động Aviva ở Dublin đã được trao quyền đăng cai cho trận chung kết năm 2024. Đây là một phần trong thỏa thuận dàn xếp của UEFA nhằm ghi nhận những nỗ lực và đầu tư tài chính được thực hiện để đăng cai UEFA Euro 2020.
Sân vận động Aviva sẽ tổ chức trận chung kết Europa League lần thứ hai, trước đó đã tổ chức trận chung kết năm 2011.

## Đường đến trận chung kết
Ghi chú: Trong tất cả các kết quả dưới đây, tỉ số của đội lọt vào chung kết được đưa ra trước tiên (N: sân nhà; K: sân khách).
| VT | Đội               | ST | Đ  |
| -- | ----------------- | -- | -- |
| 1  | Atalanta          | 6  | 14 |
| 2  | Sporting CP       | 6  | 11 |
| 3  | Sturm Graz        | 6  | 4  |
| 4  | Raków Częstochowa | 6  | 4  |

| VT | Đội              | ST | Đ  |
| -- | ---------------- | -- | -- |
| 1  | Bayer Leverkusen | 6  | 18 |
| 2  | Qarabağ          | 6  | 10 |
| 3  | Molde            | 6  | 7  |
| 4  | BK Häcken        | 6  | 0  |

## Thông tin trận đấu

### Chi tiết
Đội "nhà" (vì mục đích hành chính) được xác định bằng một lượt bốc thăm bổ sung được tổ chức sau khi bốc thăm tứ kết và bán kết.
| Atalanta              | 3–0      | Bayer Leverkusen |
| --------------------- | -------- | ---------------- |
| Lookman 12', 26', 75' | Chi tiết |                  |

| Atalanta | Bayer Leverkusen |

| GK                   | 1  | Juan Musso           |     |       |
| CB                   | 19 | Berat Djimsiti (c)   | 22' |       |
| CB                   | 4  | Isak Hien            |     |       |
| CB                   | 23 | Sead Kolašinac       |     | 46'   |
| RM                   | 77 | Davide Zappacosta    | 60' | 84'   |
| CM                   | 13 | Éderson              |     |       |
| CM                   | 7  | Teun Koopmeiners     | 70' |       |
| LM                   | 22 | Matteo Ruggeri       |     | 90+1' |
| RF                   | 17 | Charles De Ketelaere |     | 57'   |
| CF                   | 90 | Gianluca Scamacca    | 35' | 84'   |
| LF                   | 11 | Ademola Lookman      |     |       |
| Dự bị:               |    |                      |     |       |
| GK                   | 29 | Marco Carnesecchi    |     |       |
| GK                   | 31 | Francesco Rossi      |     |       |
| DF                   | 2  | Rafael Tolói         |     | 90+1' |
| DF                   | 42 | Giorgio Scalvini     |     | 46'   |
| MF                   | 3  | Emil Holm            |     |       |
| MF                   | 8  | Mario Pašalić        |     | 57'   |
| MF                   | 15 | Marten de Roon       |     |       |
| MF                   | 20 | Mitchel Bakker       |     |       |
| MF                   | 25 | Michel Ndary Adopo   |     |       |
| MF                   | 33 | Hans Hateboer        |     | 84'   |
| FW                   | 10 | El Bilal Touré       |     | 84'   |
| FW                   | 59 | Aleksei Miranchuk    |     |       |
| Huấn luyện viên:     |    |                      |     |       |
| Gian Piero Gasperini |    |                      |     |       |

| GK               | 17 | Matěj Kovář       |     |     |
| CB               | 2  | Josip Stanišić    |     | 46' |
| CB               | 4  | Jonathan Tah (c)  |     |     |
| CB               | 12 | Edmond Tapsoba    | 67' |     |
| RM               | 30 | Jeremie Frimpong  |     | 81' |
| CM               | 34 | Granit Xhaka      |     |     |
| CM               | 25 | Exequiel Palacios |     | 68' |
| LM               | 3  | Piero Hincapié    |     |     |
| AM               | 10 | Florian Wirtz     | 35' | 81' |
| CF               | 20 | Álex Grimaldo     |     | 68' |
| CF               | 21 | Amine Adli        |     |     |
| Dự bị:           |    |                   |     |     |
| GK               | 1  | Lukas Hradecky    |     |     |
| GK               | 36 | Niklas Lomb       |     |     |
| DF               | 6  | Odilon Kossounou  |     |     |
| DF               | 13 | Arthur            |     |     |
| MF               | 7  | Jonas Hofmann     |     |     |
| MF               | 8  | Robert Andrich    | 73' | 68' |
| MF               | 19 | Nathan Tella      |     | 81' |
| MF               | 32 | Gustavo Puerta    |     |     |
| FW               | 9  | Borja Iglesias    |     |     |
| FW               | 14 | Patrik Schick     |     | 81' |
| FW               | 22 | Victor Boniface   |     | 46' |
| FW               | 23 | Adam Hložek       |     | 68' |
| Huấn luyện viên: |    |                   |     |     |
| Xabi Alonso      |    |                   |     |     |

| Cầu thủ xuất sắc nhất trận đấu: Ademola Lookman (Atalanta) Trợ lý trọng tài: Vasile Marinescu (Romania) Mihai Artene (Romania) Trọng tài thứ tư: Ivan Kružliak (Slovakia) Trợ lý trọng tài dự bị: Branislav Hancko (Slovakia) Trợ lý trọng tài video: Pol van Boekel (Hà Lan) Trợ lý tổ trợ lý trọng tài video: Cătălin Popa (Romania) Trọng tài hỗ trợ của tổ trợ lý trọng tài video: Rob Dieperink (Hà Lan) | Luật trận đấu - 90 phút thi đấu chính thức - 30 phút của hiệp phụ nếu tỷ số hòa sau thời gian thi đấu chính thức - Loạt sút luân lưu nếu tỷ số vẫn hòa sau hiệp phụ - Mỗi đội có 12 cầu thủ dự bị - Mỗi đội thay tối đa 5 cầu thủ, với cầu thủ thứ sáu được phép thay ở hiệp phụ |

### Thống kê
| Thống kê           | Atalanta | Bayer Leverkusen |
| ------------------ | -------- | ---------------- |
| Bàn thắng ghi được | 2        | 0                |
| Tổng cú sút        | 6        | 4                |
| Cú sút trúng đích  | 4        | 2                |
| Cứu thua           | 2        | 2                |
| Kiểm soát bóng     | 34%      | 66%              |
| Phạt góc           | 1        | 1                |
| Phạm lỗi           | 10       | 7                |
| Việt vị            | 0        | 0                |
| Thẻ vàng           | 2        | 1                |
| Thẻ đỏ             | 0        | 0                |

| Thống kê           | Atalanta | Bayer Leverkusen |
| ------------------ | -------- | ---------------- |
| Bàn thắng ghi được | 1        | 0                |
| Tổng cú sút        | 3        | 6                |
| Cú sút trúng đích  | 3        | 1                |
| Cứu thua           | 1        | 2                |
| Kiểm soát bóng     | 32%      | 68%              |
| Phạt góc           | 1        | 4                |
| Phạm lỗi           | 11       | 5                |
| Việt vị            | 1        | 0                |
| Thẻ vàng           | 2        | 2                |
| Thẻ đỏ             | 0        | 0                |

| Thống kê           | Atalanta | Bayer Leverkusen |
| ------------------ | -------- | ---------------- |
| Bàn thắng ghi được | 3        | 0                |
| Tổng cú sút        | 10       | 10               |
| Cú sút trúng đích  | 7        | 3                |
| Cứu thua           | 3        | 4                |
| Kiểm soát bóng     | 33%      | 67%              |
| Phạt góc           | 2        | 5                |
| Phạm lỗi           | 21       | 12               |
| Việt vị            | 1        | 0                |
| Thẻ vàng           | 4        | 3                |
| Thẻ đỏ             | 0        | 0                |